# Kouklitsa

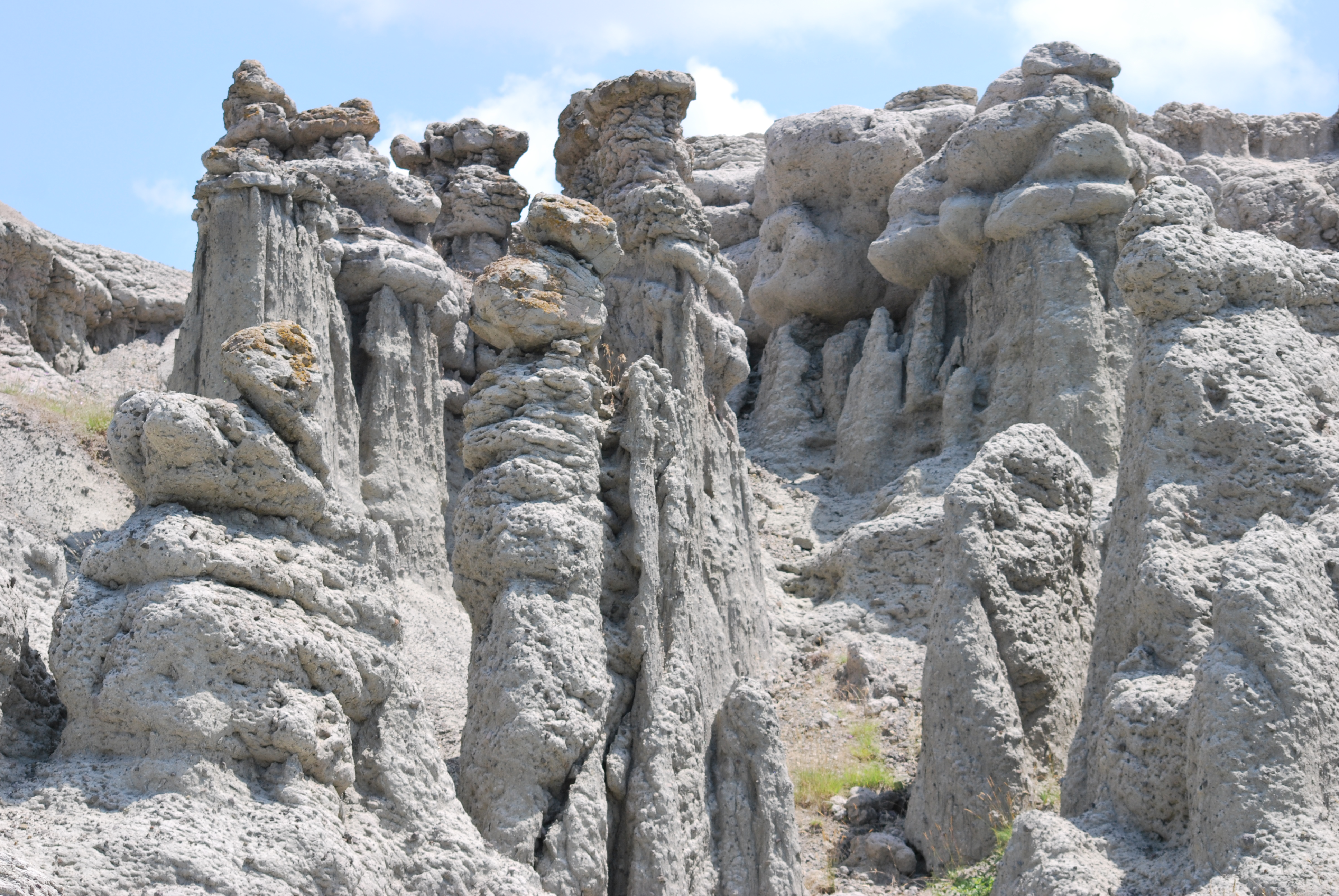
Le site de Kouklitsa

Kouklitsa (en macédonien Куклица ou Камени Кукли, qui signifie les poupées de pierre) est un site géologique de la Macédoine du Nord, constitué de 120 Cheminées de fée. Il se trouve près du village de Kouklitsa, dans la municipalité de Kratovo, au nord-est du pays. Kouklitsa se trouve à proximité de la rivière Kriva, à environ 420 mètres d'altitude.

## Légendes
Deux légendes locales expliquent la formation du site. La plus connue raconte qu'un homme ne pouvait choisir laquelle de deux femmes il devait épouser. Il décida d'épouser les deux le même jour au même endroit, mais à des heures différentes. Lors du premier mariage, la femme qui devait se marier en deuxième surprend la cérémonie et pétrifie tout le monde. L'autre légende raconte que le site était autrefois couvert de forêts, brûlées à cause de batailles. Un jour très froid, des soldats passèrent dans ce lieu désolé et furent transformés en pierres.

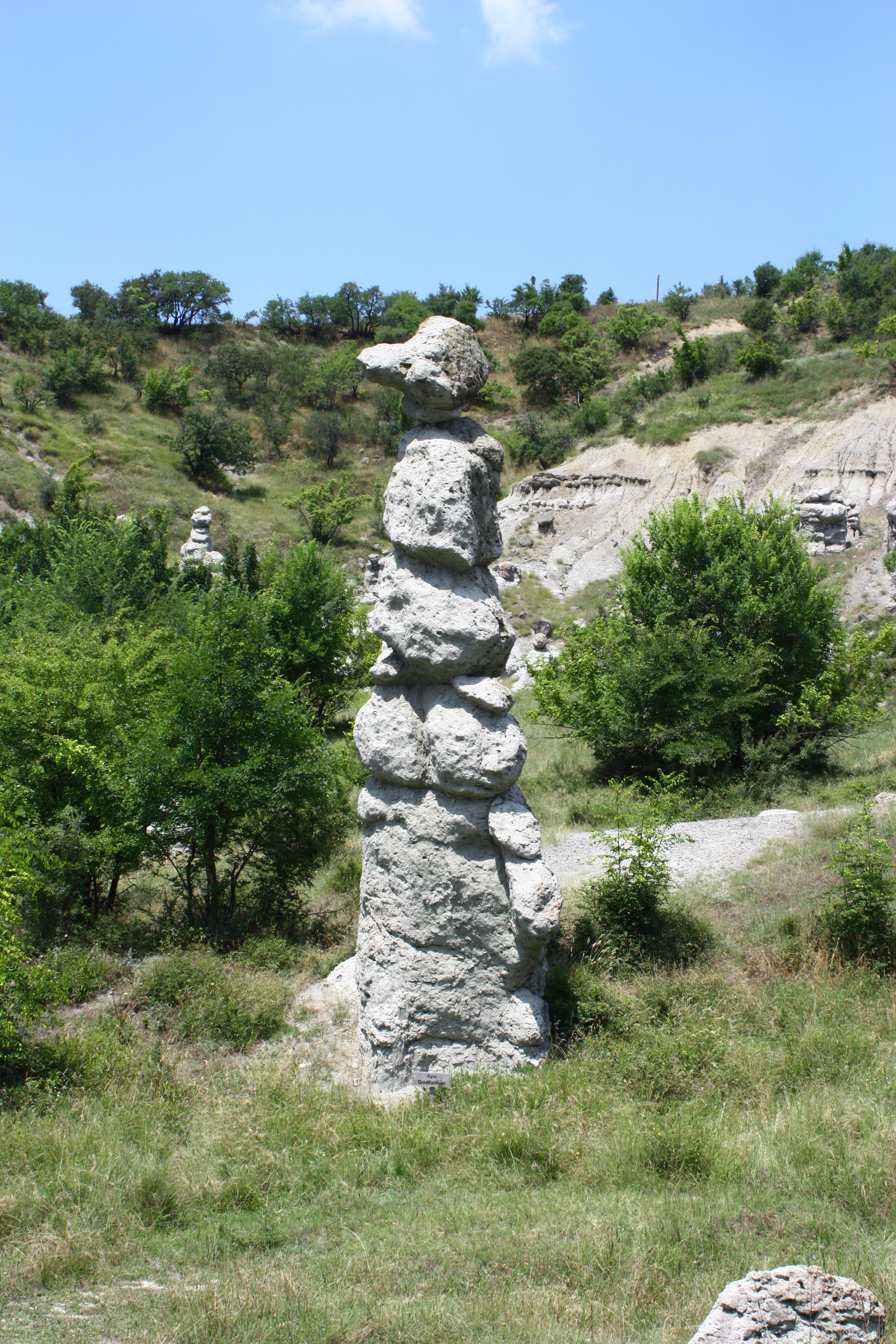
L'une des 120 cheminées de fée

## Formation géologique
Le site fut formé par l'érosion naturelle pendant l'Holocène, soit au cours des 100 000 dernières années. La différence d’érodabilité entre les roches volcaniques du site expliquent la formation des cheminées, ainsi les roches friables des piliers sont coiffées par de l'andésite et de l'ignimbrite.